# Certaldo

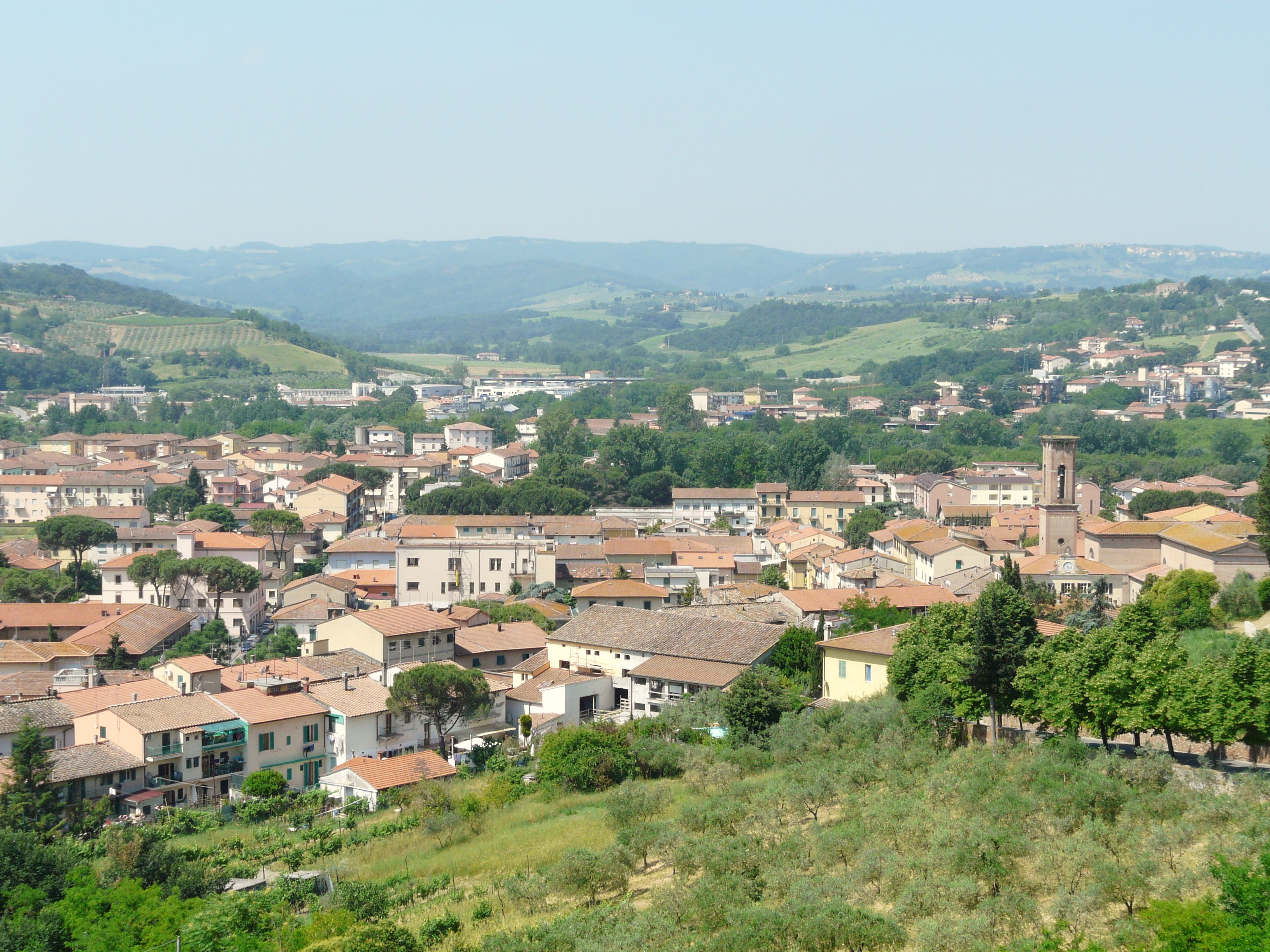

Certaldo es una localidad italiana de la ciudad  metropolitana de Florencia, región de Toscana, con 16.297 habitantes. La localidad florentina es conocida por el escritor y poeta Giovanni Boccaccio que inspiró a Miguel de Cervantes. Este último imitó con gran admiración la estructura literaria en dialecto florentino, que a su vez se transformará más adelante en el idioma nacional oficial de Italia, del escritor toscano.

## Evolución demográfica
| Gráfica de evolución demográfica de Certaldo entre 1861 y 2001 |
|                                                                |
| Fuente ISTAT - Elaboración gráfica por parte de Wikipedia      |